# فیشبورن، جزیره وایت
فیشبورن (به انگلیسی: Fishbourne) یک روستا و محله مدنی در بریتانیا است که در جزیره وایت واقع شده‌است. فیشبورن ۲٫۱۸۲۰ کیلومتر مربع مساحت و ۷۵۴ نفر جمعیت دارد.